# Øystein Bråten
Øystein Bråten (21 luglio 1995) è uno sciatore freestyle norvegese, specialista nello slopestyle, disciplina di cui ha vinto il olimpico a PyeongChang 2018..

## Biografia
In Coppa del Mondo ha esordito l'11 gennaio 2013 a Copper Mountain (42º) e ha ottenuto il primo podio il 28 agosto 2015 a Cardrona (2º).
In carriera ha preso parte a due edizioni dei Giochi olimpici invernali, arrivando decimo a Soči 2014 e vincendo l'oro a Pyeongchang 2018.

## Palmarès

### Olimpiadi
- 1 medaglia:
  - 1 oro (slopestyle a Pyeongchang 2018).

### Mondiali juniores
- 1 medaglia:
  - 1 argento (slopestyle a Valmalenco 2012).

### Coppa del Mondo
- Miglior piazzamento in classifica generale: 78º nel 2014.
- 3 podi:
  - 1 secondo posto;
  - 2 terzi posti.